# Maurice Arbez
Maurice Arbez (ur. 22 września 1944 w Les Rousses, zm. 30 października 2020 w Saint-Claude) – francuski skoczek narciarski, uczestnik Zimowych Igrzysk Olimpijskich 1968 w Grenoble, szkoleniowiec i sędzia skoków narciarskich, brat Victora Arbeza.
Uczestniczył w konkursach skoków narciarskich podczas Zimowych Igrzysk Olimpijskich 1968. Na obiekcie normalnym uplasował się na 41. miejscu, a na skoczni dużej był 50., ex aequo z Juhani Ruotsalainenem.
Kilkukrotnie sędziował zawody w skokach narciarskich. Miało to miejsce między innymi 14 marca 1999 podczas zawodów Pucharu Świata w Oslo oraz 7 sierpnia 2004 w Courchevel w zawodach Letniego Grand Prix. Arbez jest także działaczem w Gex Ski Club, w którym szkolił młodych francuskich skoczków.
Zmarł 30 października 2020.

## Osiągnięcia

### Igrzyska olimpijskie
| Igrzyska | Miejscowość | Data           | Skocznia | Konkurs | Skok 1    | Skok 1 | Skok 2    | Skok 2 | Nota łączna | Miejsce | Strata | Zwycięzca          | Źródło |
| Igrzyska | Miejscowość | Data           | Skocznia | Konkurs | Odległość | Nota   | Odległość | Nota   | Nota łączna | Miejsce | Strata | Zwycięzca          | Źródło |
| -------- | ----------- | -------------- | -------- | ------- | --------- | ------ | --------- | ------ | ----------- | ------- | ------ | ------------------ | ------ |
| ZIO 1968 | Grenoble    | 11 lutego 1968 | normalna | ind.    | 70,0      | 91,3   | 68,5      | 87,4   | 178,7       | 41.     | 37,8   | Jiří Raška         | [ 6 ]  |
| ZIO 1968 | Grenoble    | 18 lutego 1968 | duża     | ind.    | 87,0      | 83,2   | 79,0      | 66,0   | 149,2       | 50.     | 82,1   | Władimir Biełousow | [ 7 ]  |